# Perizoma affinitata
Perizoma affinitata là một loài bướm đêm thuộc họ Geometridae. Nó được tìm thấy ở hầu hết châu Âu.
Its wingspan is 24–30 mm. Có hai lứa trưởng thành một năm con trưởng thành bay từ the beginning of tháng 5 đến tháng 9.
Ấu trùng ăn các loài Silene, bao gồm Silene dioica. The larvae can be có ở tháng 6 đến tháng 9. The species overwinters as a pupa.

## Hình ảnh

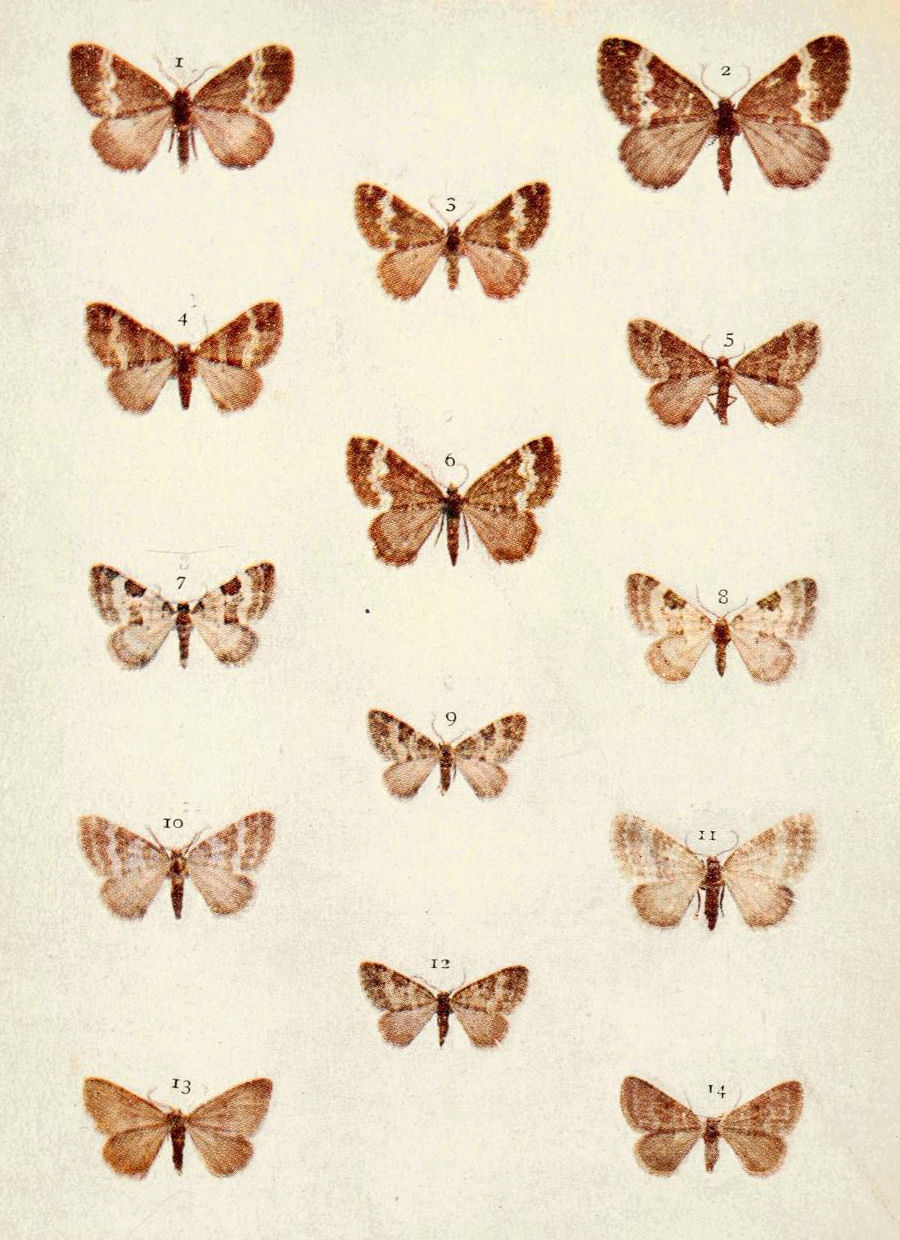